# Lorgio Álvarez
Lorgio Álvarez (29 de junho de 1978) é um jogador de futebol da Bolívia.

## Carreira
Álvares integrou a Seleção Boliviana de Futebol na Copa América de 2001. Ele integra desde 1999 a  Bolívia.

## Clubes
- 1995-2004: Blooming (BOL)
- 2003-2004: Oriente Petrolero (BOL)
- 2005: Cerro Porteño (PAR)
- 2005-2007: Independiente (ARG)
- 2007: Cerro Porteño (PAR)
- 2010: Blooming (BOL)
- 2011: Bolívar (BOL)